# 前原宗房

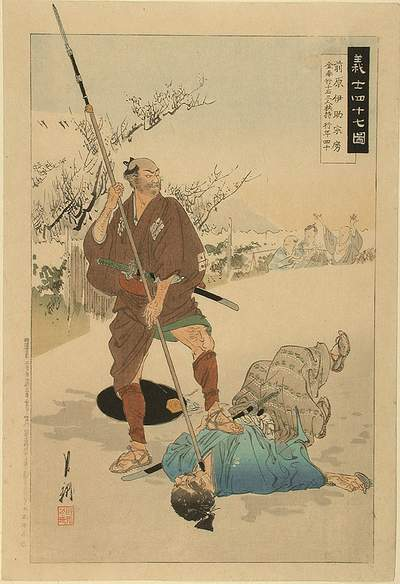
『義士四十七図　前原伊助宗房（尾形月耕画）』

前原 宗房 （まえはら むねふさ、寛文4年（1664年） - 元禄16年2月4日（1703年3月20日））は、江戸時代前期の武士。赤穂浪士四十七士の一人。通称は伊助（いすけ）。

## 生涯
寛文4年（1664年）、浅野家家臣・前原自久の長男として赤穂藩浅野家江戸上屋敷に生まれる。
延宝4年10月9日（1676年11月14日）、父・自久の死により元服のうえ家督を継いだ（10石3人扶持）。宗房は江戸詰めの金奉行（蔵奉行とも）として勤仕したため、財政に明るかった。これが後に商人に成りすます際に大いに役に立った。
元禄14年3月14日（1701年4月21日）に起きた主君・浅野長矩の吉良義央への刃傷の際に前原は江戸にいた。その後、江戸急進派として行動し、はじめ大石良雄らの盟約に加わらず、別行動をとった。はじめ日本橋あたりに住んでいたが、9月には吉良邸裏門近くの本所相生町二丁目に移住して「米屋五兵衛」と称して店を開業しながら吉良家の動向をさぐった。11月に良雄が第一次江戸下向をした際にその盟約に加わる。
元禄15年（1702年）4月には「小豆屋善兵衛」と称していた神崎則休と合流して一緒に暮らした。6月には浅草茶屋にて杉野次房・武林隆重・倉橋武幸・不破正種・勝田武尭らと同盟の誓約をする。また討ち入りの直前には亡君刃傷から討ち入りまでの経過を漢文体で書き綴った『赤城盟伝』を著しており（則休が注釈をいれ、木村貞行が序文を寄せた）、このなかで脱盟者のことを辛辣に評している。
吉良邸討ち入りの際には裏門隊に属した。武林隆重が吉良義央を斬殺し、一同がその首をあげたあとは、長府藩毛利家に預けられ、元禄16年2月4日（1703年3月20日）に毛利家家臣・榊政右衛門の介錯で切腹した。享年40。主君・長矩と同じ高輪泉岳寺に葬られた。法名は刃補天剣信士。

## 創作
元は漁師だったとされる。赤穂にいる時にやかんの湯を頭からかぶり火傷をしたという。姫路浪人の下坂十太夫を殺め、出奔して江戸で浅野家の中間（槍持ち）となった。 下坂の息子と娘は陪堂となり、宗房を仇と付け狙う。「槍の前原」と評判で士分に取りたてられた。泉岳寺にある宗房の墓は苔生しており、やかんの火傷のせいだという。
なお、『忠臣蔵』のドラマでは、宗房は吉良邸探索中に小林平八郎か清水一学に察知されて拷問を受ける場面を描かれることが多いが、特に史実に基づく確証がある話ではない。